# Order Sokoła Białego
Order Sokoła Białego lub Order Domowy Czujności (niem. Orden vom Weißen Falken lub Hausorden der Wachsamkeit) – odznaczenie sasko-weimarskie, ustanowione w 1732, odnowione w 1815. Nadawane jako odznaczenie państwowe do 1919, później jako order domowy weimarskiego odgałęzienia dynastii Wettynów.
Nadawano go w pięciu klasach, posiadał dodatkowo medal:
- I klasa – Krzyż Wielki (Großkreuz)
- II klasa – Komandor I Klasy (Kommandeur Ie Klasse)
- III klasa – Komandor II Klasy (Kommandeur IIe Klasse)
- IV klasa – Kawaler I Klasy (Ritter Ie Klasse)
- V klasa – Kawaler II Klasy (Ritter IIe Klasse)
  - Krzyż Zasługi (Verdienstkreuz)